# Szabó Zselyke
Szabó Zselyke (Budapest, 1985. augusztus 8. –) magyar színésznő, szinkronszínész, rádiós műsorvezető.

## Film- és sorozatszerepei
- A mi kis falunk (2025) – pénztáros

## Szinkronszerepei

### Filmek
| Cím                    | Szereplő            | Színész         |
| ---------------------- | ------------------- | --------------- |
| Szenvedélyek viharában | Fiatal Isabel Kettő | Sekwan Auger    |
| Murder Mystery         | Suzi                | Shiori Kutsuna  |
| Hósüti                 | Vivienne Freeman    | Emily Hampshire |
| Kegyetlen titok        | Ellie Morris        | Rumer Willis    |
| A felolvasó            | Sophie              | Vijessna Ferkic |
| Step Up - All in       | Andie               | Briana Evigan   |
| A barátnőm férje       | Kelly Roberts       | Lindy Booth     |
| Bajos csajok 2.        |                     |                 |

### Sorozatok
| Cím                                                 | Szereplő                                    | Színész                     |
| --------------------------------------------------- | ------------------------------------------- | --------------------------- |
| A bosszú álarca                                     | Jasmin                                      | Jacqueline Marquez          |
| Agymenők                                            | Amy Farrah Fowler/ Ramona Nowitzki (2x6)    | Mayim Bialik/ Riki Lindhome |
| Anubisz házának rejtélyei                           | Patricia Williamson                         | Jade Ramsey                 |
| Bleach                                              | Kuroszaki Karin                             |                             |
| Blood+                                              | Mao                                         |                             |
| Bűvölet                                             | Leila                                       | Kelly Palacios              |
| Chima legendái                                      | Eris                                        |                             |
| Chrono Crusade                                      | Mary nővér                                  |                             |
| Conan, a detektív                                   | Szuzuki Szonoko                             |                             |
| Csajok, szilikon, ez lesz a Paradicsom!             | Vanessa                                     | Carolina Betancourt         |
| D.Gray-man                                          | Sophia (33-34. epizód)                      |                             |
| Én kicsi pónim: Varázslatos barátság                | Fluttershy                                  | Andrea Libman               |
| Fullmetal Alchemist – A Bölcsek kövének nyomában    | Rose Tomas                                  |                             |
| Fullmetal Alchemist: Testvériség                    | Rose Tomas                                  |                             |
| Futótűz                                             | Kris Furillo                                | Genevieve Cortese           |
| Hi Hi Puffy AmiYumi                                 | Yumi                                        |                             |
| Iskolatársak                                        | Silvia Morello                              | Samuela Sardo               |
| H2O: Egy vízcsepp elég (3. évad)                    | Sophie Benjamin                             | Taryn Marler                |
| Kilari                                              | Tódó Fubuki                                 |                             |
| Lego Nexo Knights                                   | Ava Prentis                                 |                             |
| Leonardo kalandjai                                  | Laura                                       |                             |
| Lovely Complex                                      | Kanzaki Maju                                |                             |
| Maja, a méhecske                                    | Vili                                        |                             |
| Második esély                                       | Daniela Domínguez                           | Jessica Cerezo              |
| Marichuy – A szerelem diadala                       | Ximena de Alba                              | Dominika Paleta             |
| Miraculous – Katicabogár és Fekete Macska kalandjai | Alix Kubdel                                 | Jessica Barrier             |
| Monster High                                        | Draculaura                                  |                             |
| Nana                                                | Komacu Nami (1. hang); Komacu Nao (2. hang) |                             |
| Naruto                                              | Hjúga Hinata (Animax-változat)              |                             |
| NCIS: Los Angeles                                   | Nell Jones                                  | Renee Felice Smith          |
| Otthonunk                                           | Zoe McCallister                             | Emily Perry                 |
| Ötös fogat – Kölyökzsaruk akcióban                  | Jothi "Jo" Misra                            |                             |
| Pizsamaparti                                        | Kenny Tan                                   | Hannah Wang                 |
| Rebecca bírónő                                      | Judy                                        | Amy Rhodes                  |
| Rocky és Bakacsin kalandjai (2. szinkron)           | Rocky                                       |                             |
| Sarokba szorítva                                    | Silvita Delgado                             | Mariana Huerdo              |
| Skins                                               | Effy Stonem                                 | Kaya Scodelario             |
| Sonic Underground                                   | Sonja                                       |                             |
| Soul Eater                                          | Nakacukasza Cubaki                          |                             |
| South Park                                          | Wendy Testaburger (2. hang)                 |                             |
| Több mint testőr                                    | Samantha 'Sammy' Sandoval Navarro           | Ximena Duque                |
| Vampire Knight                                      | Tója Rima                                   |                             |
| Zárt ajtók mögött                                   | Carola Conde                                | Ximena Duque                |
| Hazug csajok társasága (Pretty Little Liars)        | Alison DiLaurentis                          | Sasha Pieterse              |
| Krétazóna                                           | Michelle                                    | E.G Daily                   |

### Videojáték
- League of legends - Gwen, Vex